# شاون سفلي
شاون سفلي (بالفارسية: شاون سفلی) هي مستوطنة تقع في قسم اني الريفي في إيران. يقدر عدد سكانها بـ 23 نسمة .